# Trident-konferencen
Den Tredje Washington Konference også kaldet Trident-konferencen efter konferencens kodenavn var et militær-strategisk møde, som blev afholdt i Washington, D.C. i perioden 12. – 27. maj 1943 mellem regeringslederne fra Storbritannien og De Forenede Stater. Delegationerne blev ledet af henholdsvis Winston Churchill og Franklin D. Roosevelt.
Ved konferencen blev planerne om felttoget i Italien, strategiske luftangreb mod Tyskland og Stillehavskrigen godkendt. 

## Yderligere læsning
- Trident-konferencen Arkiveret 7. marts 2009 hos  Wayback Machine Gengivelse af Maurice Matloffs bog: Strategic planning for coalition warfare 1943-1944 på U.S. Army Centre of Military History.
- Liste over ledere ved Trident-konferencen